# Druccy-Konopla

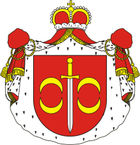
herb Druck

Druccy-Konopla (także Konopla-Sokolińscy lub tylko Konopla) – ród kniaziowski (książęcy) pochodzenia litewskiego, będący gałęzią kniaziów Druckich, biorący swe nazwisko od przezwiska jednego z przodków, a posługujący się również nazwiskiem Sokoliński od współposiadanej miejscowości Sokolnia, leżącej w Powiecie Orszańskim i położonej niedaleko Drucka, w którym Konopla-Sokolińscy, podobnie jak inni kniaziowie idący od Druckich, posiadali swoje udziały..
Protoplastą był kniaź Fedor Fedorowicz "Konopla", syn kniazia Fedora i wnuk kniazia Iwana "Baby" Druckiego, którego potomkowie wchodzi w związki małżeńskie m.in. z kniaziami Łukomskimi oraz Sapiehami. Ród wygasł w linii męskiej już w trzecim pokoleniu na kniaziu Lwie Konopli (†1552 r.), natomiast ostatnim znanym przedstawicielem była księżniczka Bohdana (†1584 r.), zamężna pierwszy raz za kniaziem Łukomskim, drugi raz za Iwanem Sapiehą..